# Ilovik
L'Ilovik è un traghetto appartenente alla compagnia di navigazione croata Jadrolinija.

## Servizio
Costruito nel 2006 nel cantiere navale Panagiotakis Yard di Salamina con il nome di Theologos V e consegnato nel settembre dello stesso anno ad una compagnia greca, prende ufficialmente servizio il 9 settembre.
Nel maggio del 2008 viene venduto alla Jadrolinija e, ribattezzato Ilovik, il 14 maggio viene trasferito in cantiere a Mali Lošinj, dove viene sottoposto a lavori di ristrutturazione.
A luglio prende servizio nei collegamenti tra Valdibiska e Merag.

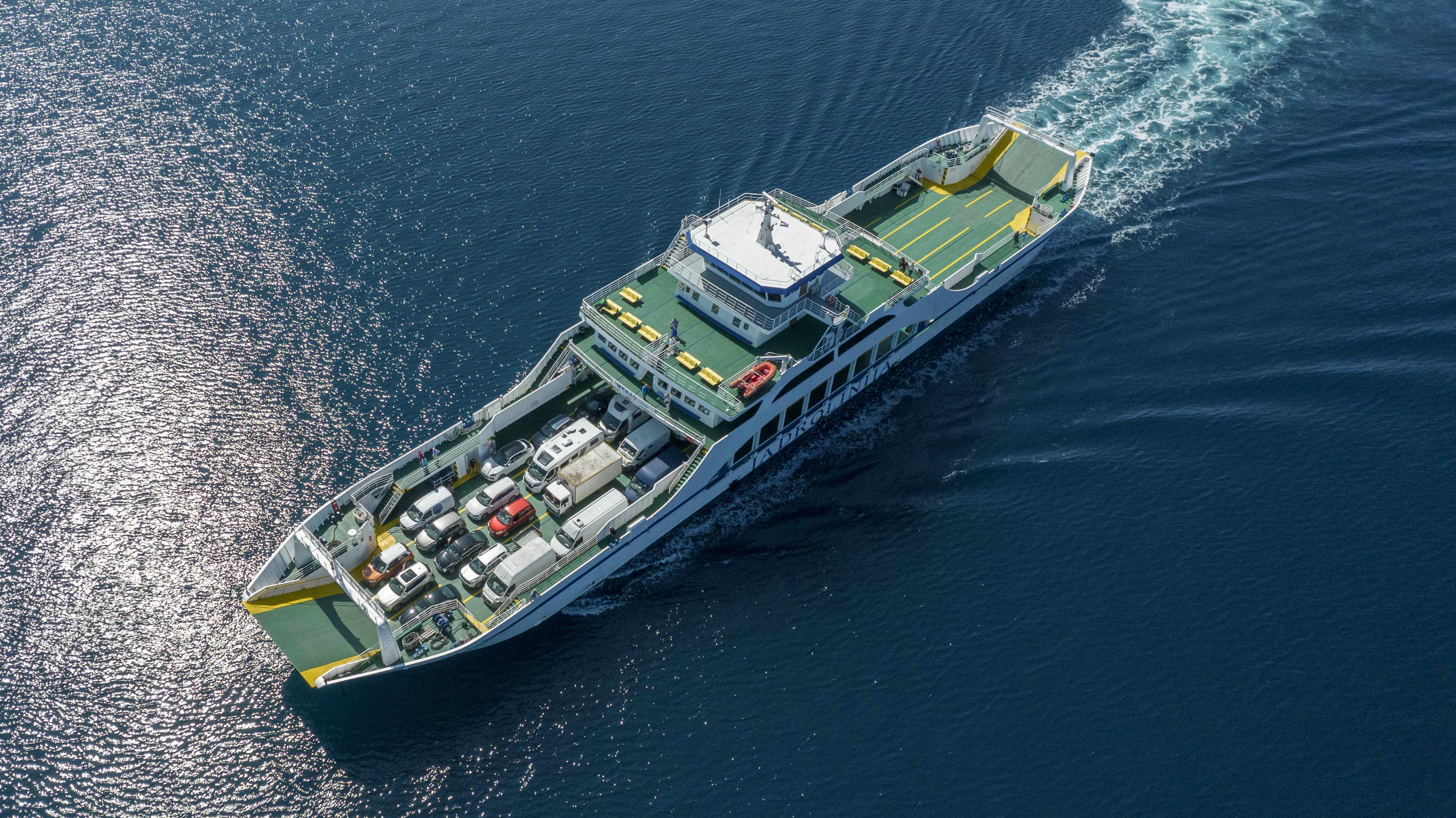
L'Ilovik in navigazione nel 2021.

Nel 2024 viene trasferito nei collegamenti tra Prapratno e Sobra, dove opera tutt'oggi.